# Kathleen Howard
Répertoire
- Andrea Chénier : Comtesse de Coigny
* Boris Godounov : La Nourrice ; * Falstaff : Meg Page
* Faust : Marthe ; * Gianni Schicchi : Zita
* Die Meistersinger von Nürnberg : Magdalene
* Pelléas et Mélisande : Geneviève
* Der Rosenkavalier : Annina ; * Thaïs : Albine

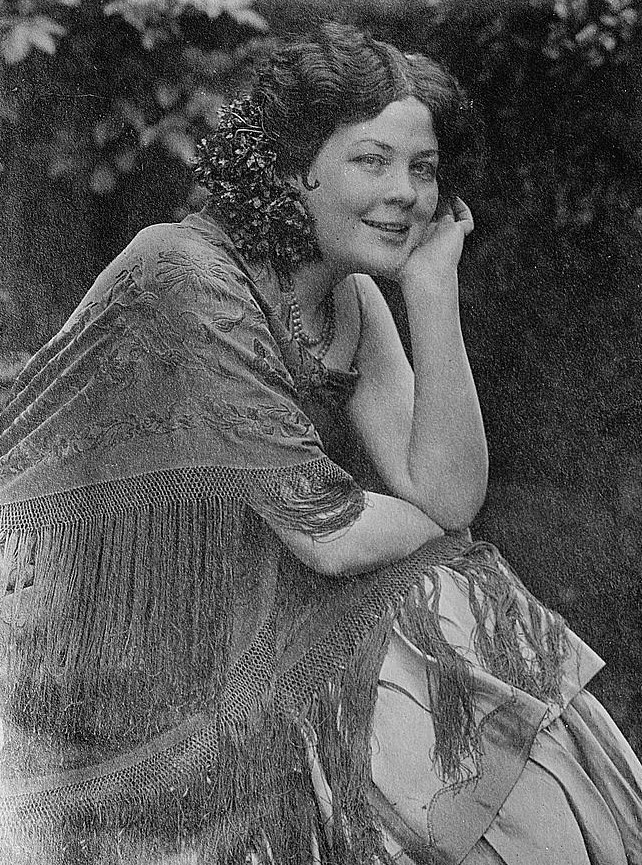
Dans Carmen (rôle-titre, 1913)

Kathleen Howard — née à Clifton, auj. Niagara Falls (Ontario, Canada) le 27 juillet 1884, et morte à Hollywood (Californie, États-Unis) le 15 avril 1956 — est une chanteuse d'opéra, puis actrice, canadienne.

## Biographie
Installée très jeune aux États-Unis, Kathleen Howard étudie le chant dans les années 1900, à New York avec Oscar Saenger (1868-1926), à Paris (France) avec Jacques Bouhy et Jean de Reszke, et à Berlin (Allemagne) avec Anna Schoen-René (1864-1942). 

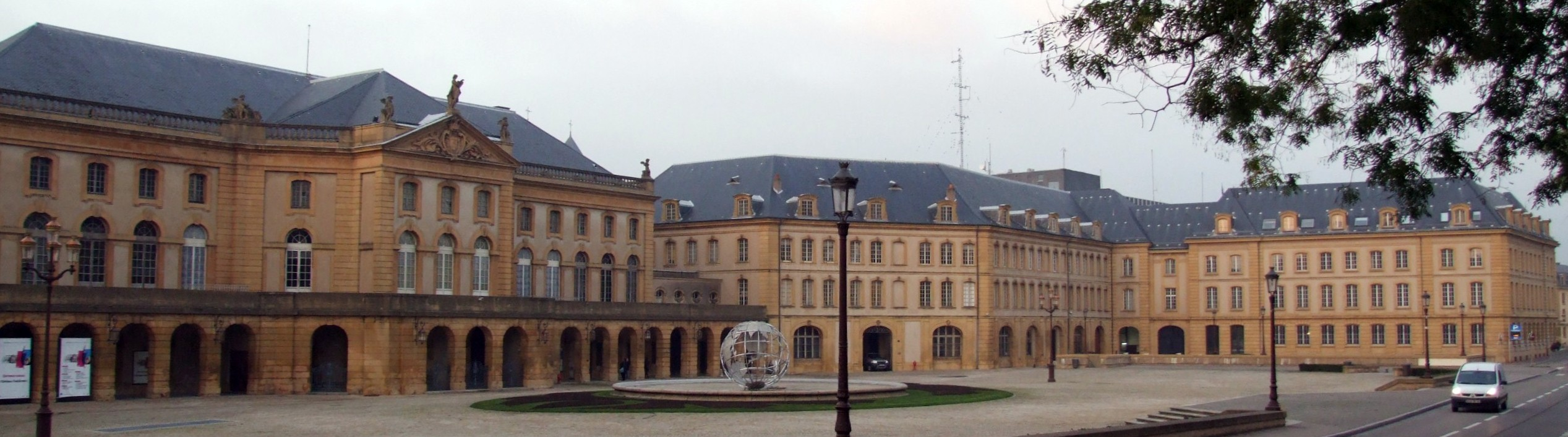
Le théâtre de Metz (état actuel)

Elle débute en 1907 à Metz (Empire Allemand), dans Il trovatore de Giuseppe Verdi. Entre 1909 et 1915, elle chante notamment à Darmstadt (Allemagne) — de 1909 à 1912 —, à la Royal Opera House (Covent Garden) de Londres (Royaume-Uni) — saison estivale, en 1913 —, et pour la Century Opera Company à New York — de 1913 à 1915 —.
En novembre 1916, Kathleen Howard débute au Metropolitan Opera ('Met') de New York, dans Boris Godounov de Modest Moussorgski et (quelques jours après) Die Zauberflöte de Wolfgang Amadeus Mozart. Au sein de cette maison d'opéra, elle interprète 41 rôles différents, dans ses registres de contralto ou de mezzo-soprano ; les trois opéras qu'elle chante le plus souvent au Met sont Faust de Charles Gounod (37 fois), Die Walküre de Richard Wagner (42 fois) et Boris Godounov pré-cité (42 fois également). Mentionnons aussi sa participation (occasionnelle) aux trois autres opéras de la Tétralogie de Wagner, ainsi qu'à la création mondiale du triptyque (Il trittico) de Giacomo Puccini — toujours au Met — en 1918, plus précisément dans Gianni Schicchi (qu'elle chantera 19 fois). En avril 1928, avec Boris Godounov (Fédor Chaliapine interprétant le rôle-titre), elle met un terme à douze années de prestations au Met et, du même coup, à sa première carrière de chanteuse.
Après avoir été brièvement, en 1928, chroniqueuse de mode pour le magazine Harper's Bazaar, Kathleen Howard débute en 1934, à Hollywood, une nouvelle carrière d'actrice, dans des seconds rôles, voire des petits rôles non crédités. Elle tourne alors cinquante-deux films américains, avant une ultime prestation en 1951 (un épisode d'une série télévisée consacrée au théâtre), année où elle se retire. En particulier, elle joue dans trois films aux côtés de W. C. Fields, en 1934 et 1935 (dont Une riche affaire). Un de ses films les mieux connus est Boule de feu (1941), avec Barbara Stanwyck et Gary Cooper ; son dernier est Born to Be Bad de Nicholas Ray, sorti en 1950.
Notons encore qu'elle est l'auteur d'une autobiographie, consacrée à ses premières années de chanteuse, publiée en 1918.

## Répertoire lyrique (sélection)
Productions du Met, jouées à la Metropolitan Opera House, sauf mention contraire
- 1907 : Il trovatore de Giuseppe Verdi (production à Metz, Allemagne ; rôle d’Azucena)
- 1913 : Carmen de Georges Bizet, avec Thomas Chalmers (production de la Century Opera Company, New York ; rôle-titre)
- 1916 : Boris Godounov de Modest Moussorgski, avec Adam Didur (rôle de la nourrice, joué 37 fois jusqu'en 1928)
- 1916 : Der Rosenkavalier de Richard Strauss, avec Margarethe Arndt-Ober (en), Frieda Hempel (rôle d’Annina, joué 20 fois jusqu'en 1928)
- 1916 : Die Zauberflöte de Wolfgang Amadeus Mozart, avec Melanie Kurt (en), Jacques Urlus (en) (rôle de la 3e dame, joué 4 fois jusqu'en 1926)
- 1917 : Faust de Charles Gounod, avec Giovanni Martinelli, Geraldine Farrar, Thomas Chalmers, direction musicale Pierre Monteux (rôle de Marthe, joué 42 fois jusqu'en 1928)
- 1917 : Lakmé de Léo Delibes, avec Maria Barrientos, Giovanni Martinelli, Giuseppe De Luca (rôle de Miss Benson, joué 3 fois cette même année)
- 1917 : Die Meistersinger von Nürnberg de Richard Wagner, avec Frieda Hempel (rôle de Magdalene, joué 21 fois jusqu'en 1928)
- 1917 : Thaïs de Jules Massenet, avec Geraldine Farrar, Pasquale Amato, Luca Botta (en), Léon Rothier (rôle d’Albine, joué 21 fois jusqu'en 1926)
- 1917 : Parsifal de Richard Wagner, avec Jacques Urlus (en), Melanie Kurt (en) (rôle d’une fille-fleur, joué 1 fois)
- 1917 : Le nozze di Figaro de Wolfgang Amadeus Mozart, avec Giuseppe De Luca, Frieda Hempel, Geraldine Farrar, Adamo Didur (rôle de Marcellina, joué 5 fois jusqu'en 1918)
- 1917 : Mârouf, savetier du Caire d'Henri Rabaud, avec Giuseppe De Luca, Frances Alda, Thomas Chalmers, direction musicale Pierre Monteux (rôle de Fattoumah, joué 13 fois jusqu'en 1920)
- 1917 : Das Rheingold — prologue de la Tétralogie — de Richard Wagner, avec Melanie Kurt (en) (rôle de Flosshilde, joué 2 fois cette même année)
- 1917 : Die Walküre — 1re journée de la Tétralogie — de Richard Wagner, avec Johanna Gadski, Jacques Urlus (en), Melanie Kurt (en) (rôle de Schwertleite, joué 42 fois jusqu'en 1928 ; + rôle de Fricka, joué 1 fois en 1926)
- 1917 : Siegfried — 2e journée de la Tétralogie — de Richard Wagner, avec Johanna Gadski, Carl Braun (basse) (en) (à Atlanta ; rôle d’Erda, joué 1 fois)
- 1917 : Götterdämmerung — 3e journée de la Tétralogie — de Richard Wagner, avec Melanie Kurt (en), Jacques Urlus (en) (rôle de Flosshilde, joué 2 fois, la seconde en 1928)
- 1918 : Le Coq d'or de Nikolaï Rimski-Korsakov, avec Adamo Didur, direction musicale Pierre Monteux (à Boston ; rôle d’Amelfa, joué 7 fois jusqu'en 1924)
- 1918 : La Fille du régiment de Gaetano Donizetti, avec Frieda Hempel (rôle de la Marquise de Berkenfield, joué 2 fois cette même année)
- 1918 : Francesca da Rimini (Zandonai) de Riccardo Zandonai, avec Frances Alda, Giovanni Martinelli (rôle d’Adonella, joué 1 fois)
- 1918 : Rigoletto de Giuseppe Verdi, avec Giuseppe De Luca, Maria Barrientos (rôle de Maddalena, joué 3 fois jusqu'en 1921)

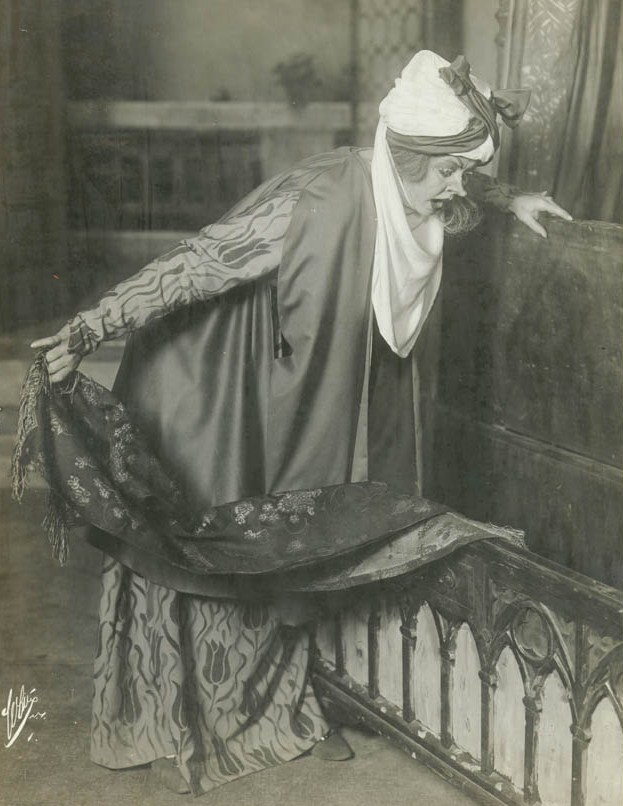
Dans Gianni Schicchi (rôle de Zita, 1918)

- 1918 : Gianni Schicchi — Il trittico, 3e volet — de Giacomo Puccini, avec Giuseppe De Luca, Florence Easton (première mondiale ; rôle de Zita, joué 19 fois jusqu'en 1928)
- 1919 : Il tabarro — Il trittico, 1er volet — de Giacomo Puccini, avec Claudia Muzio, Giulio Crimi (en), Adamo Didur (rôle de Frugola, joué 5 fois jusqu'en 1920)
- 1919 : Martha (opéra) de Friedrich von Flotow, avec Maria Barrientos, Enrico Caruso (à Atlanta ; rôle de Nancy, joué 18 fois jusqu'en 1927)
- 1919 : Oberon de Carl Maria von Weber, avec Paul Althouse (en), Rosa Ponselle, Giovanni Martinelli (rôle de Fatima, joué 6 fois jusqu'en 1920)
- 1919 : Mireille de Charles Gounod, avec Maria Barrientos, Charles Hackett, direction musicale Pierre Monteux (rôle de Taven, joué 4 fois cette même année)
- 1919 : La Reine Fiammette (en) de Xavier Leroux, avec Geraldine Farrar, Adamo Didur, direction musicale Pierre Monteux (rôle d’Agramente, joué 5 fois cette même année)
- 1919 : L'italiana in Algeri de Gioachino Rossini, avec Giuseppe De Luca (rôle de Zulma, joué 4 fois jusqu'en 1920)
- 1920 : Eugène Onéguine de Piotr Ilitch Tchaïkovski, avec Giuseppe De Luca, Adamo Didur, Giovanni Martinelli (rôle de Filippievna, joué 7 fois jusqu'en 1921)
- 1920 : Mefistofele d'Arrigo Boito, avec Beniamino Gigli, Adamo Didur, Frances Alda, Florence Easton (rôle de Marta, joué 26 fois jusqu'en 1925)
- 1920 : Zazà (opéra) (en) de Ruggero Leoncavallo, avec Geraldine Farrar, Giulio Crimi (en), Pasquale Amato (rôle d’Anaide, joué 23 fois jusqu'en 1922)
- 1921 : Andrea Chénier d'Umberto Giordano, avec Beniamino Gigli (à Philadelphie ; rôle de la Comtesse de Coigny, joué 31 fois jusqu'en 1928)
- 1922 : Roméo et Juliette de Charles Gounod, avec Beniamino Gigli, Lucrezia Bori, Giuseppe De Luca (rôle de Gertrude, joué 3 fois jusqu'en 1923)
- 1922 : La Demoiselle des neiges (Sniegourotchka) de Nikolai Rimski-Korsakov, avec Lucrezia Bori, Thomas Chalmers, Léon Rothier (rôle de Bobylikha, joué 11 fois jusqu'en 1923)
- 1924 : Les Contes d'Hoffmann de Jacques Offenbach (rôle de Nicklausse / La Muse, joué 18 fois jusqu'en 1928)
- 1924 : Jenůfa de Leoš Janáček, avec Maria Jeritza (rôle de la grand-mère, joué 5 fois jusqu'en 1925)
- 1925 : Falstaff de Giuseppe Verdi, avec Antonio Scotti, Lucrezia Bori, Beniamino Gigli, direction musicale Tullio Serafin (rôle de Meg Page, joué 20 fois jusqu'en 1927)
- 1925 : Pelléas et Mélisande de Claude Debussy, avec Edward Johnson (ténor) (en), Lucrezia Bori (rôle de Geneviève, joué 15 fois jusqu'en 1928)
- 1926 : La vida breve de Manuel de Falla, avec Lucrezia Bori, Armand Tokatyan (en), direction musicale Tullio Serafin (rôle de la grand-mère, joué 5 fois cette même année)

## Filmographie partielle
- 1934 : La mort prend des vacances ou Trois jours chez les vivants (Death takes a Holiday) de Mitchell Leisen
- 1934 : Dollars et whisky (You're telling Me !) d'Erle C. Kenton
- 1934 : One More River de James Whale
- 1934 : Once to Every Bachelor de William Nigh
- 1934 : Lady by Choice de David Burton
- 1934 : Une riche affaire (It's a Gift) de Norman Z. McLeod
- 1935 : Les Joies de la famille (Man on the Flying Trapeze) de Clyde Bruckman et W. C. Fields
- 1937 : Stolen Holiday de Michael Curtiz
- 1938 : Lettre d'introduction (Letter of Introduction) de John M. Stahl
- 1939 : Premier Amour (First Love) de Henry Koster
- 1939 : Little Accident de Charles Lamont
- 1939 : Les trois jeunes filles ont grandi (Three Smart Girls Grow Up) d'Henry Koster
- 1940 : Mystery Sea Raider d'Edward Dmytryk
- 1940 : Jeunesse (Young People) d'Allan Dwan
- 1940 : Five Little Peppers in Trouble de Charles Barton

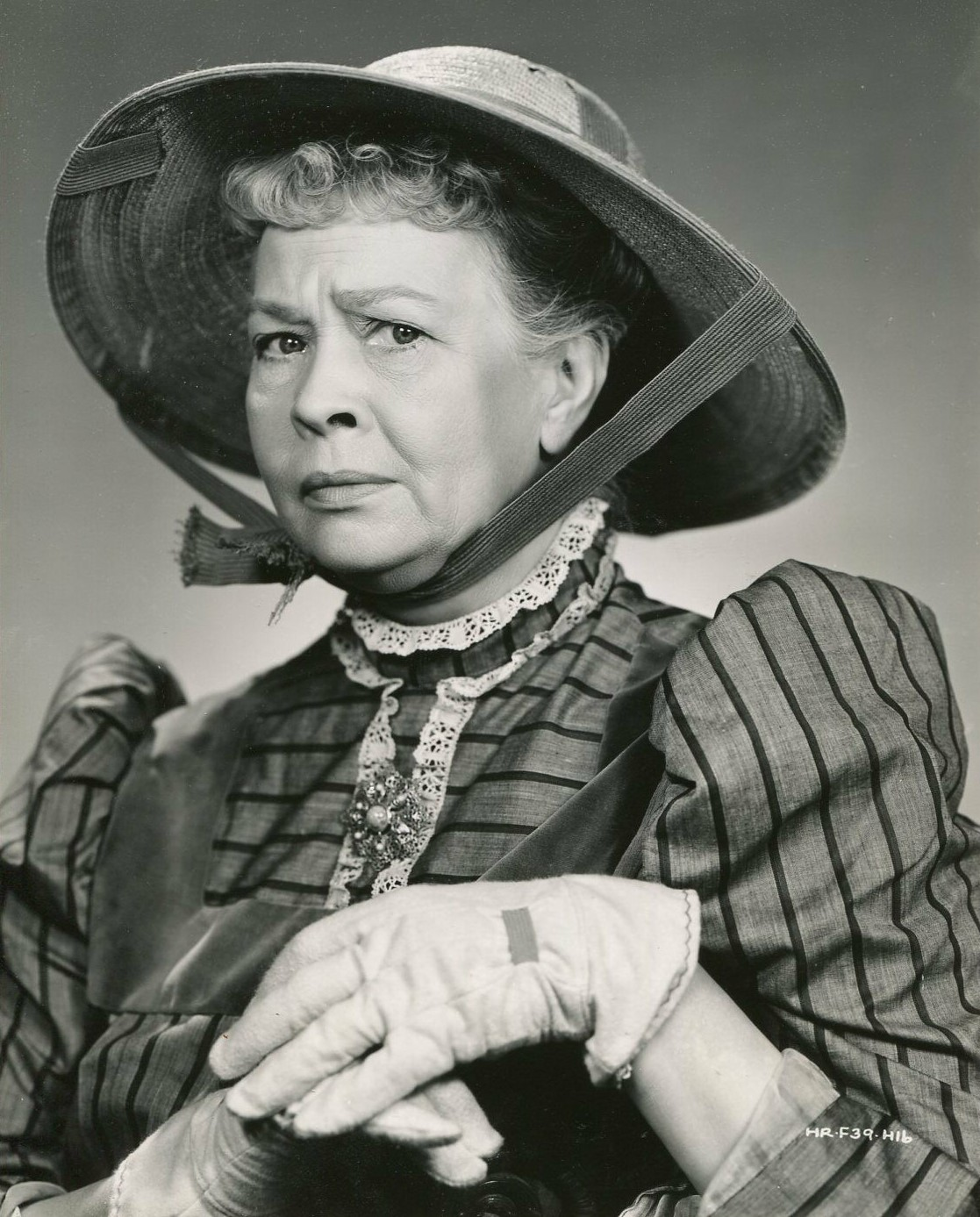
Photo promotionnelle pour Miss Polly (1941)

- 1941 : Son patron et son matelot (A Girl, a Guy and a Gob) de Richard Wallace
- 1941 : Boule de feu (Ball of Fire) d'Howard Hawks
- 1941 : Sweetheart of the Campus d'Edward Dmytryk
- 1941 : Miss Polly de Fred Guiol
- 1941 : Les Oubliés (Blossoms in the Dust) de Mervyn LeRoy
- 1942 : Ô toi ma charmante (You were never lovelier) de William A. Seiter
- 1942 : The Mad Martindales d'Alfred L. Werker
- 1942 : Mon secrétaire travaille la nuit (Take a Letter, Darling) de Mitchell Leisen
- 1943 : Requins d'acier (Crash Dive) d'Archie Mayo
- 1944 : Laura d'Otto Preminger
- 1945 : Shady Lady de George Waggner
- 1946 : Quadrille d'amour (Centennial Summer) d'Otto Preminger
- 1947 : Un mariage à Boston (The Late George Apley) de Joseph L. Mankiewicz
- 1947 : Cynthia de Robert Z. Leonard
- 1947 : La Bande à Curley (Curley)
- 1948 : La mariée est folle (The Bride goes Wild) de Norman Taurog
- 1948 : La Proie (Cry of the City) de Robert Siodmak
- 1950 : La Scandaleuse Ingénue (The Petty Girl) d'Henry Levin
- 1950 : La Femme aux maléfices (Born to Be Bad) de Nicholas Ray

## Note et référence
1. ↑  Certaines sources mentionnent 1879 comme année de naissance.
2. ↑  Kathleen Howard, Confessions of an Opera Singer, Alfred A. Knopf (New York), 1918, 273 p.